# Route Adélie de Vitré 2016
La Route Adélie de Vitré 2016, ventunesima edizione della corsa e valida come evento del circuito UCI Europe Tour 2016 categoria 1.1, fu disputata il 1º aprile 2016, per un percorso totale di 197,8 km. Fu vinta dal francese Bryan Coquard, al traguardo con il tempo di 4h48'58" alla media di 41,07 km/h.
Alla partenza 127 ciclisti presero il via, dei quali 101 portarono a termine la gara.

## Squadre e corridori partecipanti
| N.    | Cod. | Squadra                     |
| ----- | ---- | --------------------------- |
| 1-8   | AUB  | HP-BTP Auber 93             |
| 11-18 | FDJ  | FDJ                         |
| 21-28 | ALM  | AG2R La Mondiale            |
| 31-38 | AND  | Androni Giocattoli-Sidermec |
| 41-48 | FVC  | Fortuneo-Vital Concept      |
| 51-58 | DPC  | Drapac Professional Cycling |
| 61-68 | COF  | Cofidis, Solutions Crédits  |
| 71-78 | ROT  | Team Roth                   |
| 81-88 | DEN  | Direct Énergie              |

| N.      | Cod. | Squadra                          |
| ------- | ---- | -------------------------------- |
| 91-98   | DMP  | Delko-Marseille Provence-KTM     |
| 101-108 | EUS  | Euskadi Basque Country-Murias    |
| 111-118 | MZN  | Manzana Postobón                 |
| 121-128 | ADT  | Armée de Terre                   |
| 131-138 | WBC  | Wallonie Bruxelles-Group Protect |
| 141-148 | CCD  | Team Differdange-Losch           |
| 151-158 | VOL  | Team Vorarlberg                  |
| 161-168 | BGT  | Bridgestone-Anchor               |

## Ordine d'arrivo (Top 10)
| Pos. | Corridore           | Squadra     | Tempo    |
| ---- | ------------------- | ----------- | -------- |
| 1    | Bryan Coquard       | Direct É.   | 4h48'58" |
| 2    | Clément Venturini   | Cofidis     | s.t.     |
| 3    | Samuel Dumoulin     | AG2R        | s.t.     |
| 4    | Yannis Yssaad       | Armée de T. | s.t.     |
| 5    | Borut Božič         | Cofidis     | s.t.     |
| 6    | Armindo Fonseca     | Fortuneo    | s.t.     |
| 7    | Baptiste Planckaert | Wallonie    | s.t.     |
| 8    | Maxime Daniel       | AG2R        | s.t.     |
| 9    | Benjamine Giraud    | Delko       | s.t.     |
| 10   | Anthony Maldonado   | HP BTP      | s.t.     |